# Robbie Keane
Pour les articles homonymes, voir Robbie et Keane.
Robert "Robbie" Keane, né le 8 juillet 1980 à Dublin (Irlande), est un footballeur international irlandais évoluant au poste d'attaquant de la fin des années 1990 à celle des années 2010. Devenu entraîneur par la suite, il est l'actuel entraîneur du Ferencváros TC.
Professionnel entre 1997 et 2018, Robbie Keane dispute 737 rencontres et marque 325 buts sous le maillot de onze clubs différents. Avec 68 buts, il est le meilleur buteur de l'histoire de l'équipe de république d'Irlande.
Nommé entraîneur de l'Atlético de Kolkata en 2018, il est par la suite l'entraîneur adjoint de équipe de république d'Irlande sous Mick McCarthy. En 2019, il devient l'entraîneur adjoint du Middlesbrough FC puis entraîneur du Ferencváros TC en 2025.

## Biographie

### En club

#### Tottenham Hotspur
En le faisant signer pour Tottenham, le manager Glenn Hoddle disait que Robbie Keane convenait idéalement au Tottenham Hotspur et pourrait faire du White Hart Lane sa « maison spirituelle » pendant les années suivantes. Keane fait un début impressionnant aux Spurs, marquant un penalty lors d'une victoire 3-2 sur West Ham. Le premier but de Keane pour Tottenham est inscrit lors d'une victoire 2-1 contre les Blackburn Rovers à Ewood Park. Bien que les Spurs finissent à une décevante dixième place, Keane finit la saison comme étant le meilleur buteur de Tottenham avec 13 buts, y compris un coup du chapeau spectaculaire contre Everton à White Hart Lane.
Pendant la saison 2003-2004, les Spurs luttent contre la relégation, mais les buts de Keane jouent un rôle important dans le maintien de Tottenham. Un coup du chapeau contre Wolverhampton et un pénalty de dernière minute pour égaliser au North London derby contre Arsenal sont les points culminants de la saison de Keane qui de nouveau finit la saison comme étant le meilleur buteur de Tottenham avec 16 buts.
Sa troisième saison, 2004-2005, est plus compliquée. Malgré le plus grand nombre de buts inscrits dans une saison pour Tottenham, 17, il joue les seconds couteaux derrière Jermain Defoe, Frédéric Kanouté et Mido pendant de nombreuses saisons. Après son retour de Liverpool, Keane se distingue peu et ne joue pas beaucoup ; Roman Pavlyuchenko, Jermain Defoe et Peter Crouch sont plus utilisés et permettent à Tottenham d'être qualifiés pour la Ligue des champions de l'UEFA 2010-2011.

#### Liverpool FC
En quête d'un nouveau buteur, le Liverpool FC jette son dévolu sur Robbie Keane, et confirme son intérêt le 1er juillet 2008. Le 28 juillet, Tottenham annonce officiellement le transfert de son joueur emblématique vers le club de la Merseyside, pour un montant avoisinant les 21,5 millions de Livres. Robbie Keane s'engage pour quatre ans avec les Reds.
Une fois à Liverpool, Keane n'atteint pas le niveau qui était le sien à Tottenham. En manque de confiance, Rafael Benítez lui préférant Dirk Kuyt ou Albert Riera, il ne trouve pas le chemin des filets. Les journaux anglais le qualifient même de flop du début de saison en Angleterre, et un départ vers son ancien club est évoqué.
Mais le principal intéressé dément les rumeurs, et déclare vouloir « rester un joueur de Liverpool pendant de longues années encore ». Mis sur le banc par le coach espagnol durant le mois de novembre, il fait son retour en tant que titulaire le 21 décembre sur la pelouse de l'Emirates Stadium. Hué face à Arsenal, Keane inscrit le but égalisateur à la 42e minute de jeu, et permet à son équipe de repartir de Londres avec un point important dans la course au titre.
Cinq jours plus tard, pour le Boxing Day, l'Irlandais effectue un match référence contre Bolton Wanderers. Dans toutes les actions durant la rencontre, il marque par deux fois, et aide son équipe à l'emporter. À la mi-saison, Liverpool FC est ainsi leader du classement.

#### Retour au Tottenham Hotspur
Au début du mois de février 2009, les rumeurs relatives à son retour au Tottenham Hotspur se concrétisent et Robbie Keane signe un contrat de quatre ans avec  le club londonien. Le transfert est estimé à 13,3 millions d'euros En net regain de forme depuis l'arrivée d'Harry Redknapp, les Spurs remontent au classement et Robbie en profite pour inscrire 5 buts en 14 matchs malgré la concurrence de Jermain Defoe, Roman Pavlioutchenko et Darren Bent.
À l'été 2009, ce dernier est transféré à Sunderland et est remplacé par Peter Crouch mais Keane reste indiscutable en pointe et réussit un quadruplé face à Burnley lors d'une victoire 5-0.
Il rejoint en prêt le Celtic Glasgow le 1er février 2010, alors qu'il a perdu sa place de titulaire indiscutable à Tottenham. 
Le 13 février 2010, il inscrit son premier hat-trick sous les couleurs du Celtic lors d'un quart de finale de coupe d'Écosse face à Kilmarnock, permettant à son équipe de s'imposer par trois buts à zéro.

##### Prêt à West Ham United
Le 30 janvier 2011, Robbie Keane est prêté jusqu'à la fin de la saison au club de West Ham United.

#### Galaxy de Los Angeles
En août 2011, Robbie Keane rejoint le club du Galaxy de Los Angeles, où jouent également David Beckham et Landon Donovan. Auteur de dix-neuf buts et quatorze passes décisives, il est élu en décembre 2014 meilleur joueur de la saison de Major League Soccer 2014. Après trois Coupes MLS, un Supporters' Shield et 104 buts avec la franchise angeline, Robbie Keane annonce qu'il ne reviendra pas en 2017 sous le maillot du Galaxy, tout en affirmant vouloir poursuivre sa carrière en MLS.

##### Prêt à Aston Villa
En janvier 2012, Robbie Keane revient en Angleterre, à Aston Villa, pour un prêt d'un mois et demi. Pour son deuxième match, il marque un doublé contre Wolverhampton (2-3 pour Aston Villa). Après six matchs disputés et trois buts inscrits, il retourne aux États-Unis.

### En sélection nationale
Robbie Keane s'illustre lors de la Coupe du monde 2002 en inscrivant trois buts durant la compétition : deux buts lors du premier tour face à l'Allemagne puis l'Arabie saoudite et un but lors du 1/8e de finale face à l'Espagne. Dix ans plus tard, il est convoqué pour participer à l'Euro 2012.
Keane est retenu par le sélectionneur Martin O'Neill afin de participer à l'Euro 2016. Le 1er septembre 2016, il officialise sa retraite internationale, deux mois après l'Euro 2016 en France. 

## Carrière d'entraîneur

### Atlético de Kolkata
Le 4 août 2017, Robbie Keane s'engage avec l'Atlético de Kolkata. En mars 2018, il est nommé entraîneur-joueur du club indien. Il marque huit buts en onze matchs toutes compétitions confondues avant de quitter ses fonctions en septembre de la même année.

### Équipe de république d'Irlande
Le 25 novembre 2018, Robbie Keane est nommé entraîneur adjoint de Mick McCarthy à la tête de l'équipe de république d'Irlande. Trois jours plus tard, l'attaquant irlandais confirme qu'il prend sa retraite sportive.

### Ferencváros TC
Le 6 janvier 2025, il est nommé entraîneur du Ferencváros TC,,.

## Statistiques

### En club
| Saison                | Club                    | Championnat           | Championnat | Championnat | Coupe nationale | Coupe nationale | Coupe de la Ligue | Coupe de la Ligue | Supercoupe | Supercoupe | Compétition(s) continentale(s) | Compétition(s) continentale(s) | Compétition(s) continentale(s) | Séries | Séries | République d'Irlande | République d'Irlande | Total | Total |
| Saison                | Club                    | Division              | M.          | B.          | M.              | B.              | M.                | B.                | M.         | B.         | Comp.                          | M.                             | B.                             | M.     | B.     | M.                   | B.                   | M.    | B.    |
| 1997-1998             | Wolverhampton Wanderers | Championship          | 38          | 11          | 3               | 0               | 4                 | 0                 | -          | -          | -                              | -                              | -                              | -      | -      | 3                    | 0                    | 48    | 11    |
| 1998-1999             | Wolverhampton Wanderers | Championship          | 33          | 11          | 2               | 2               | 4                 | 3                 | -          | -          | -                              | -                              | -                              | -      | -      | 6                    | 2                    | 45    | 18    |
| 1999-2000             | Wolverhampton Wanderers | Championship          | 2           | 2           | -               | -               | 1                 | 0                 | -          | -          | -                              | -                              | -                              | -      | -      | -                    | -                    | 3     | 2     |
| Sous-total            | Sous-total              | Sous-total            | 73          | 24          | 5               | 2               | 9                 | 3                 | -          | -          | -                              | -                              | -                              | -      | -      | 9                    | 2                    | 96    | 31    |
| 1999-2000             | Coventry City           | Premier League        | 31          | 12          | 3               | 0               | -                 | -                 | -          | -          | -                              | -                              | -                              | -      | -      | 9                    | 4                    | 43    | 16    |
| 2000-2001             | Inter Milan             | Serie A               | 6           | 0           | 3               | 1               | -                 | -                 | 1          | 1          | C1+C3                          | 2+3                            | 0+1                            | -      | -      | 4                    | 1                    | 19    | 4     |
| 2000-2001             | Leeds United (prêt)     | Premier League        | 18          | 9           | 2               | 0               | -                 | -                 | -          | -          | -                              | -                              | -                              | -      | -      | 3                    | 0                    | 23    | 9     |
| 2001-2002             | Leeds United            | Premier League        | 25          | 3           | -               | -               | 2                 | 3                 | -          | -          | C3                             | 6                              | 3                              | -      | -      | 12                   | 6                    | 45    | 15    |
| 2002-2003             | Leeds United            | Premier League        | 3           | 1           | -               | -               | -                 | -                 | -          | -          | -                              | -                              | -                              | -      | -      | 1                    | 1                    | 4     | 2     |
| Sous-total            | Sous-total              | Sous-total            | 46          | 13          | 2               | 0               | 2                 | 3                 | -          | -          | -                              | 6                              | 3                              | -      | -      | 16                   | 7                    | 72    | 26    |
| 2002-2003             | Tottenham Hotspur       | Premier League        | 29          | 13          | 1               | 0               | 2                 | 0                 | -          | -          | -                              | -                              | -                              | -      | -      | 6                    | 2                    | 38    | 15    |
| 2003-2004             | Tottenham Hotspur       | Premier League        | 34          | 14          | 3               | 1               | 4                 | 1                 | -          | -          | -                              | -                              | -                              | -      | -      | 8                    | 4                    | 49    | 20    |
| 2004-2005             | Tottenham Hotspur       | Premier League        | 35          | 11          | 6               | 3               | 4                 | 3                 | -          | -          | -                              | -                              | -                              | -      | -      | 9                    | 5                    | 54    | 22    |
| 2005-2006             | Tottenham Hotspur       | Premier League        | 36          | 16          | 1               | 0               | 1                 | 0                 | -          | -          | -                              | -                              | -                              | -      | -      | 5                    | 1                    | 43    | 17    |
| 2006-2007             | Tottenham Hotspur       | Premier League        | 27          | 11          | 5               | 5               | 3                 | 1                 | -          | -          | C3                             | 9                              | 5                              | -      | -      | 6                    | 3                    | 50    | 25    |
| 2007-2008             | Tottenham Hotspur       | Premier League        | 36          | 15          | 3               | 2               | 5                 | 2                 | -          | -          | C3                             | 10                             | 4                              | -      | -      | 9                    | 4                    | 63    | 27    |
| Sous-total            | Sous-total              | Sous-total            | 197         | 80          | 19              | 11              | 19                | 7                 | -          | -          | -                              | 19                             | 9                              | -      | -      | 43                   | 19                   | 297   | 126   |
| 2008-2009             | Liverpool FC            | Premier League        | 19          | 5           | 1               | 0               | 1                 | 0                 | -          | -          | C1                             | 7                              | 2                              | -      | -      | 4                    | 2                    | 32    | 9     |
| 2008-2009             | Tottenham Hotspur       | Premier League        | 14          | 5           | -               | -               | -                 | -                 | -          | -          | -                              | -                              | -                              | -      | -      | 5                    | 4                    | 19    | 9     |
| 2009-2010             | Tottenham Hotspur       | Premier League        | 20          | 6           | 2               | 1               | 3                 | 2                 | -          | -          | -                              | -                              | -                              | -      | -      | 6                    | 2                    | 31    | 11    |
| 2009-2010             | Celtic Glasgow (prêt)   | Premier League        | 16          | 12          | 3               | 4               | -                 | -                 | -          | -          | -                              | -                              | -                              | -      | -      | 3                    | 2                    | 22    | 18    |
| 2010-2011             | Tottenham Hotspur       | Premier League        | 7           | 0           | 1               | 1               | -                 | -                 | -          | -          | C1                             | 4                              | 0                              | -      | -      | 5                    | 2                    | 17    | 3     |
| 2010-2011             | West Ham United (prêt)  | Premier League        | 9           | 2           | 1               | 0               | -                 | -                 | -          | -          | -                              | -                              | -                              | -      | -      | 4                    | 6                    | 14    | 8     |
| 2011-2012             | Tottenham Hotspur       | Premier League        | -           | -           | -               | -               | -                 | -                 | -          | -          | -                              | -                              | -                              | -      | -      | 1                    | 0                    | 1     | 0     |
| Sous-total            | Sous-total              | Sous-total            | 41          | 11          | 3               | 2               | 3                 | 2                 | -          | -          | -                              | 4                              | 0                              | -      | -      | 17                   | 8                    | 68    | 23    |
| 2011                  | Galaxy de Los Angeles   | MLS                   | 4           | 2           | -               | -               | -                 | -                 | -          | -          | LCC                            | 3                              | 1                              | 4      | 1      | 5                    | 2                    | 16    | 6     |
| 2012-2013             | Aston Villa (prêt)      | Premier League        | 6           | 3           | 1               | 0               | -                 | -                 | -          | -          | -                              | -                              | -                              | -      | -      | -                    | -                    | 7     | 3     |
| 2012                  | Galaxy de Los Angeles   | MLS                   | 28          | 16          | 0               | 0               | -                 | -                 | -          | -          | LCC+LCC                        | 2+1                            | 0+1                            | 6      | 6      | 8                    | 1                    | 45    | 24    |
| 2013                  | Galaxy de Los Angeles   | MLS                   | 23          | 16          | 0               | 0               | -                 | -                 | -          | -          | LCC+LCC                        | 4+1                            | 1+2                            | 2      | 0      | 9                    | 8                    | 39    | 27    |
| 2014                  | Galaxy de Los Angeles   | MLS                   | 29          | 19          | 1               | 0               | -                 | -                 | -          | -          | LCC                            | 2                              | 2                              | 5      | 2      | 7                    | 3                    | 44    | 26    |
| 2015                  | Galaxy de Los Angeles   | MLS                   | 24          | 20          | 2               | 3               | -                 | -                 | -          | -          | LCC                            | 1                              | 2                              | 1      | 0      | 5                    | 2                    | 33    | 27    |
| 2016                  | Galaxy de Los Angeles   | MLS                   | 17          | 10          | 0               | 0               | -                 | -                 | -          | -          | LCC                            | 2                              | 0                              | 3      | 0      | 3                    | 1                    | 25    | 11    |
| Sous-total            | Sous-total              | Sous-total            | 123         | 82          | 3               | 3               | -                 | -                 | -          | -          | -                              | 16                             | 9                              | 21     | 9      | 37                   | 17                   | 200   | 120   |
| Total sur la carrière | Total sur la carrière   | Total sur la carrière | 569         | 245         | 44              | 23              | 34                | 15                | 1          | 1          | -                              | 57                             | 24                             | 21     | 9      | 146                  | 68                   | 872   | 385   |

### En sélection nationale
Statistiques de Robbie Keane en équipe nationale :
| République d'Irlande | République d'Irlande | République d'Irlande | République d'Irlande | République d'Irlande | République d'Irlande | République d'Irlande |
| Année                | Matchs amicaux       | Matchs amicaux       | Matchs officiels     | Matchs officiels     | Total                | Total                |
| Année                | Matchs               | Buts                 | Matchs               | Buts                 | Matchs               | Buts                 |
| -------------------- | -------------------- | -------------------- | -------------------- | -------------------- | -------------------- | -------------------- |
| 1998                 | 3                    | 0                    | 2                    | 2                    | 5                    | 2                    |
| 1999                 | 3                    | 0                    | 5                    | 3                    | 8                    | 3                    |
| 2000                 | 4                    | 1                    | 5                    | 1                    | 9                    | 2                    |
| 2001                 | 1                    | 0                    | 6                    | 1                    | 7                    | 1                    |
| 2002                 | 5                    | 3                    | 6                    | 3                    | 11                   | 6                    |
| 2003                 | 3                    | 2                    | 4                    | 2                    | 7                    | 4                    |
| 2004                 | 6                    | 3                    | 4                    | 3                    | 10                   | 6                    |
| 2005                 | 2                    | 0                    | 5                    | 1                    | 7                    | 1                    |
| 2006                 | 2                    | 1                    | 4                    | 3                    | 6                    | 4                    |
| 2007                 | 1                    | 2                    | 7                    | 1                    | 8                    | 3                    |
| 2008                 | 4                    | 2                    | 3                    | 1                    | 7                    | 3                    |
| 2009                 | 2                    | 1                    | 9                    | 5                    | 11                   | 6                    |
| 2010                 | 4                    | 2                    | 4                    | 2                    | 8                    | 4                    |
| 2011                 | 1                    | 0                    | 9                    | 8                    | 10                   | 8                    |
| 2012                 | 3                    | 0                    | 5                    | 1                    | 8                    | 1                    |
| 2013                 | 4                    | 3                    | 5                    | 5                    | 9                    | 8                    |
| 2014                 | 3                    | 0                    | 4                    | 3                    | 7                    | 3                    |
| 2015                 | 0                    | 0                    | 5                    | 2                    | 5                    | 2                    |
| 2016                 | 1                    | 1                    | 2                    | 0                    | 3                    | 1                    |
| Total                | 51                   | 21                   | 94                   | 47                   | 146                  | 68                   |

## Palmarès

### En club
Tottenham Hotspur

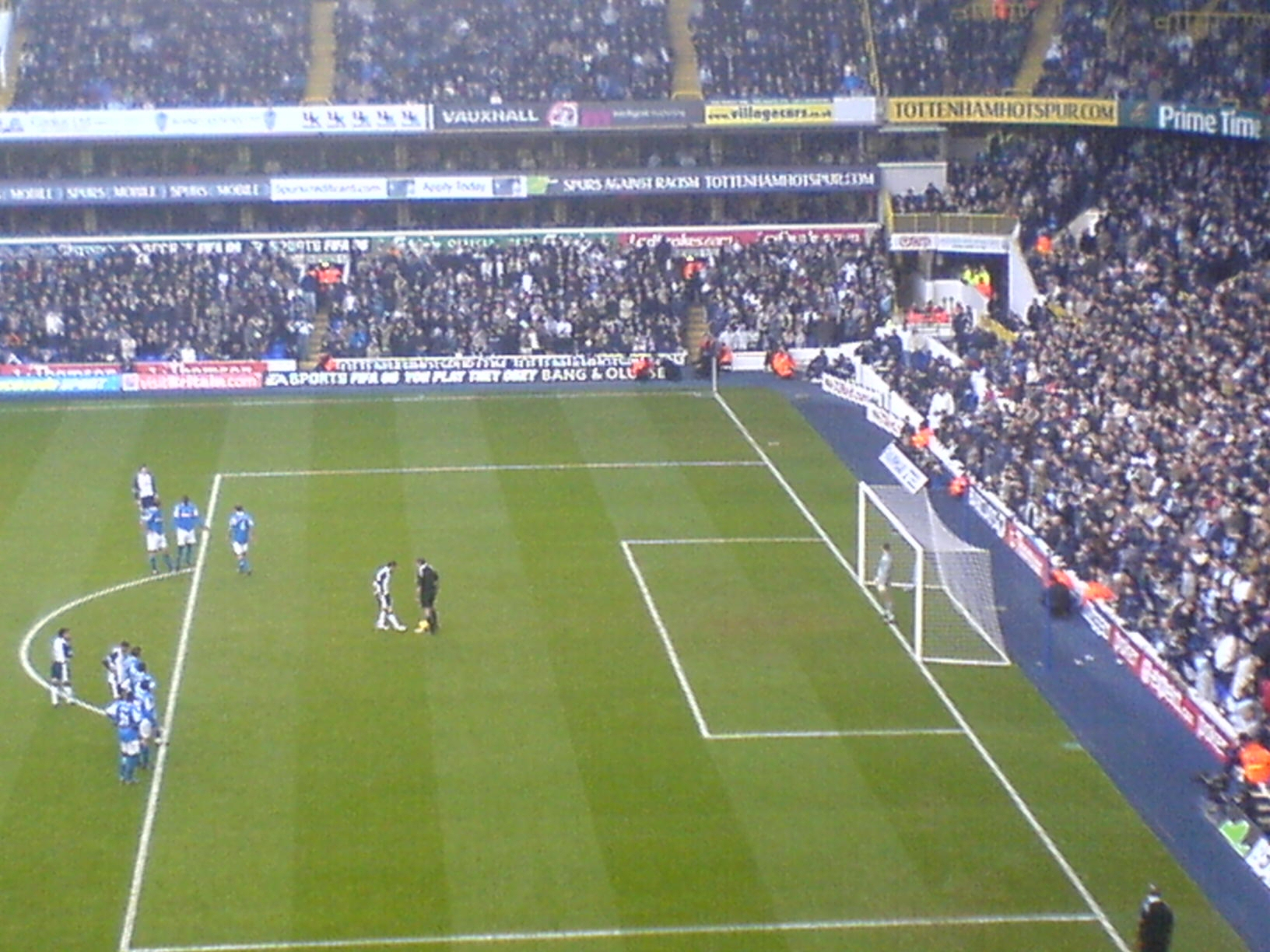
Sur le point de tirer un pénalty, face à Birmingham City.

- Vainqueur de la League Cup en 2008.

 Galaxy de Los Angeles
- Vainqueur de la Coupe MLS en 2011, 2012 et 2014.
- Vainqueur du Supporters' Shield en 2011.
- Champion de l'Association de l'Ouest de la MLS en 2011 et 2012.

### En sélection nationale
- Meilleur buteur de la sélection irlandaise (68 buts).
- Vainqueur de la Nations Cup en 2011
- Championnat d'Europe des moins de 18 ans en 1998.

### Buts en sélection
Le tableau suivant liste les résultats de tous les buts inscrits par Robbie Keane avec la république d'Irlande.
| Buts internationaux de Robbie Keane | Buts internationaux de Robbie Keane | Buts internationaux de Robbie Keane             | Buts internationaux de Robbie Keane | Buts internationaux de Robbie Keane | Buts internationaux de Robbie Keane     | Buts internationaux de Robbie Keane |
| 0                                   | Date                                | Lieu                                            | Adversaire                          | Résultats                           | Compétitions                            |                                     |
| ----------------------------------- | ----------------------------------- | ----------------------------------------------- | ----------------------------------- | ----------------------------------- | --------------------------------------- | ----------------------------------- |
| 1er                                 | 14 octobre 1998                     | Lansdowne Road, Dublin, république d'Irlande    | Malte                               | V 5-0                               | Éliminatoires Euro 2000                 |                                     |
| 2e                                  | 14 octobre 1998                     | Lansdowne Road, Dublin, république d'Irlande    | Malte                               | V 5-0                               | Éliminatoires Euro 2000                 |                                     |
| 3e                                  | 1er septembre 1999                  | Lansdowne Road, Dublin, république d'Irlande    | Serbie                              | V 2-1                               | Éliminatoires Euro 2000                 |                                     |
| 4e                                  | 8 novembre 1999                     | Ta' Qali Stadium, Mdina, Malte                  | Malte                               | V 2-3                               | Éliminatoires Euro 2000                 |                                     |
| 5e                                  | 13 novembre 1999                    | Lansdowne Road, Dublin, république d'Irlande    | Turquie                             | N 1-1                               | Barrages Euro 2000                      |                                     |
| 6e                                  | 23 février 2000                     | Lansdowne Road, Dublin, république d'Irlande    | Tchéquie                            | V 2-0                               | Match amical                            |                                     |
| 7e                                  | 2 septembre 2000                    | Amsterdam ArenA, Amsterdam, Pays-Bas            | Pays-Bas                            | N 2-2                               | Éliminatoires de la Coupe du monde 2002 |                                     |
| 8e                                  | 10 novembre 2001                    | Lansdowne Road, Dublin, république d'Irlande    | Iran                                | V 2-0                               | Barrages Coupe du monde 2002            |                                     |
| 9e                                  | 13 février 2002                     | Lansdowne Road, Dublin, république d'Irlande    | Russie                              | V 2-0                               | Match amical                            |                                     |
| 10e                                 | 27 mars 2002                        | Lansdowne Road, Dublin, république d'Irlande    | Danemark                            | V 3-0                               | Match amical                            |                                     |
| 11e                                 | 5 juin 2002                         | Kashima Soccer Stadium, Kashima, Japon          | Allemagne                           | N 1-1                               | Coupe du monde de football 2002         |                                     |
| 12e                                 | 11 juin 2002                        | International Stadium Yokohama, Yokohama, Japon | Arabie saoudite                     | V 3-0                               | Coupe du monde de football 2002         |                                     |
| 13e                                 | 16 juin 2002                        | Suwon Big Bird Stadium, Suwon, Japon            | Espagne                             | N 1-1                               | Coupe du monde de football 2002         |                                     |
| 14e                                 | 21 août 2002                        | Stade olympique, Helsinki, Finlande             | Finlande                            | V 0-3                               | Match amical                            |                                     |
| 15e                                 | 7 juin 2003                         | Lansdowne Road, Dublin, république d'Irlande    | Albanie                             | V 2-1                               | Éliminatoires Euro 2004                 |                                     |
| 16e                                 | 11 juin 2003                        | Lansdowne Road, Dublin, république d'Irlande    | Géorgie                             | V 2-0                               | Éliminatoires Euro 2004                 |                                     |
| 17e                                 | 18 novembre 2003                    | Lansdowne Road, Dublin, république d'Irlande    | Canada                              | V 3-0                               | Match amical                            |                                     |
| 18e                                 | 18 novembre 2003                    | Lansdowne Road, Dublin, république d'Irlande    | Canada                              | V 3-0                               | Match amical                            |                                     |
| 19e                                 | 31 mars 2004                        | Lansdowne Road, Dublin, république d'Irlande    | Tchéquie                            | V 2-1                               | Match amical                            |                                     |
| 20e                                 | 5 juin 2004                         | Amsterdam ArenA, Amsterdam, Pays-Bas            | Pays-Bas                            | V 0-1                               | Match amical                            |                                     |
| 21e                                 | 4 septembre 2004                    | Lansdowne Road, Dublin, république d'Irlande    | Chypre                              | V 3-0                               | Éliminatoires de la Coupe du monde 2006 |                                     |
| 22e                                 | 13 octobre 2004                     | Lansdowne Road, Dublin, république d'Irlande    | Îles Féroé                          | V 2-0                               | Éliminatoires de la Coupe du monde 2006 |                                     |
| 23e                                 | 13 octobre 2004                     | Lansdowne Road, Dublin, république d'Irlande    | Îles Féroé                          | V 2-0                               | Éliminatoires de la Coupe du monde 2006 |                                     |
| 24e                                 | 16 novembre 2004                    | Lansdowne Road, Dublin, république d'Irlande    | Croatie                             | V 1-0                               | Match amical                            |                                     |
| 25e                                 | 4 juin 2005                         | Lansdowne Road, Dublin, république d'Irlande    | Israël                              | N 2-2                               | Éliminatoires de la Coupe du monde 2006 |                                     |
| 26e                                 | 1er mars 2006                       | Lansdowne Road, Dublin, république d'Irlande    | Suède                               | V 3-0                               | Match amical                            |                                     |
| 27e                                 | 15 novembre 2006                    | Lansdowne Road, Dublin, république d'Irlande    | Saint-Marin                         | V 5-0                               | Éliminatoires Euro 2008                 |                                     |
| 28e                                 | 15 novembre 2006                    | Lansdowne Road, Dublin, république d'Irlande    | Saint-Marin                         | V 5-0                               | Éliminatoires Euro 2008                 |                                     |
| 29e                                 | 15 novembre 2006                    | Lansdowne Road, Dublin, république d'Irlande    | Saint-Marin                         | V 5-0                               | Éliminatoires Euro 2008                 |                                     |
| 30e                                 | 22 août 2007                        | NRGi Arena, Aarhus, Danemark                    | Danemark                            | V 5-0                               | Match amical                            |                                     |
| 31e                                 | 22 août 2007                        | NRGi Arena, Aarhus, Danemark                    | Danemark                            | V 5-0                               | Match amical                            |                                     |
| 32e                                 | 11 novembre 2007                    | Millennium Stadium, Cardiff, Pays de Galles     | Pays de Galles                      | N 2-2                               | Éliminatoires Euro 2008                 |                                     |
| 33e                                 | 29 mai 2008                         | Craven Cottage, Londres, Angleterre             | Colombie                            | V 1-0                               | Match amical                            |                                     |
| 34e                                 | 20 août 2008                        | Ullevaal Stadion, Oslo, Norvège                 | Norvège                             | N 1-1                               | Match amical                            |                                     |
| 35e                                 | 15 octobre 2008                     | Croke Park, Dublin, république d'Irlande        | Chypre                              | V 1-0                               | Éliminatoires de la Coupe du monde 2010 |                                     |
| 36e                                 | 15 octobre 2008                     | Croke Park, Dublin, république d'Irlande        | Géorgie                             | V 2-1                               | Éliminatoires de la Coupe du monde 2010 |                                     |
| 37e                                 | 15 octobre 2008                     | Croke Park, Dublin, république d'Irlande        | Géorgie                             | V 2-1                               | Éliminatoires de la Coupe du monde 2010 |                                     |
| 38e                                 | 1er avril 2009                      | Stade San Nicola, Bari, Italie                  | Italie                              | N 1-1                               | Éliminatoires de la Coupe du monde 2010 |                                     |
| 39e                                 | 29 mai 2009                         | Craven Cottage, Londres, Angleterre             | Nigeria                             | N 1-1                               | Match amical                            |                                     |
| 40e                                 | 5 septembre 2009                    | Stade GSP, Strovolos, Chypre                    | Chypre                              | V 1-2                               | Éliminatoires de la Coupe du monde 2010 |                                     |
| 41e                                 | 18 novembre 2009                    | Stade de France, Paris, France                  | France                              | N 1-1                               | Barrages Coupe du monde 2010            |                                     |
| 42e                                 | 28 mai 2010                         | RDS Arena, Dublin, république d'Irlande         | Algérie                             | V 3-0                               | Match amical                            |                                     |
| 43e                                 | 28 mai 2010                         | RDS Arena, Dublin, république d'Irlande         | Algérie                             | V 3-0                               | Match amical                            |                                     |
| 44e                                 | 7 septembre 2010                    | Aviva Stadium, Dublin, république d'Irlande     | Andorre                             | V 3-1                               | Éliminatoires Euro 2012                 |                                     |
| 45e                                 | 8 octobre 2010                      | Aviva Stadium, Dublin, république d'Irlande     | Russie                              | D 2-3                               | Éliminatoires Euro 2012                 |                                     |
| 46e                                 | 26 mars 2011                        | Aviva Stadium, Dublin, république d'Irlande     | Macédoine du Nord                   | V 2-1                               | Éliminatoires Euro 2012                 |                                     |
| 47e                                 | 24 mai 2011                         | Aviva Stadium, Dublin, république d'Irlande     | Irlande du Nord                     | V 5-0                               | Carling Nations Cup 2011                |                                     |
| 48e                                 | 24 mai 2011                         | Aviva Stadium, Dublin, république d'Irlande     | Irlande du Nord                     | V 5-0                               | Carling Nations Cup 2011                |                                     |
| 49e                                 | 29 mai 2011                         | Aviva Stadium, Dublin, république d'Irlande     | Écosse                              | V 1-0                               | Carling Nations Cup 2011                |                                     |
| 50e                                 | 4 juin 2011                         | Philip II Arena, Skopje, Macédoine              | Macédoine du Nord                   | V 0-2                               | Éliminatoires Euro 2012                 |                                     |
| 51e                                 | 4 juin 2011                         | Philip II Arena, Skopje, Macédoine              | Macédoine du Nord                   | V 0-2                               | Éliminatoires Euro 2012                 |                                     |
| 52e                                 | 11 novembre 2011                    | A. Le Coq Arena, Tallinn, Estonie               | Estonie                             | V 0-4                               | Barrages Euro 2012                      |                                     |
| 53e                                 | 11 novembre 2011                    | A. Le Coq Arena, Tallinn, Estonie               | Estonie                             | V 0-4                               | Barrages Euro 2012                      |                                     |
| 54e                                 | 9 septembre 2012                    | Astana Arena, Astana, Kazakhstan                | Kazakhstan                          | V 1-2                               | Éliminatoires de la Coupe du monde 2014 |                                     |
| 55e                                 | 2 juin 2013                         | Aviva Stadium, Dublin, république d'Irlande     | Géorgie                             | V 4-0                               | Match amical                            |                                     |
| 56e                                 | 2 juin 2013                         | Aviva Stadium, Dublin, république d'Irlande     | Géorgie                             | V 4-0                               | Match amical                            |                                     |
| 57e                                 | 7 juin 2013                         | Aviva Stadium, Dublin, république d'Irlande     | Îles Féroé                          | V 3-0                               | Éliminatoires de la Coupe du monde 2014 |                                     |
| 58e                                 | 7 juin 2013                         | Aviva Stadium, Dublin, république d'Irlande     | Îles Féroé                          | V 3-0                               | Éliminatoires de la Coupe du monde 2014 |                                     |
| 59e                                 | 7 juin 2013                         | Aviva Stadium, Dublin, république d'Irlande     | Îles Féroé                          | V 3-0                               | Éliminatoires de la Coupe du monde 2014 |                                     |
| 60e                                 | 6 septembre 2013                    | Aviva Stadium, Dublin, république d'Irlande     | Suède                               | D 1-2                               | Éliminatoires de la Coupe du monde 2014 |                                     |
| 61e                                 | 15 octobre 2013                     | Aviva Stadium, Dublin, république d'Irlande     | Kazakhstan                          | V 3-1                               | Éliminatoires de la Coupe du monde 2014 |                                     |
| 62e                                 | 15 novembre 2013                    | Aviva Stadium, Dublin, république d'Irlande     | Lettonie                            | V 3-0                               | Match amical                            |                                     |
| 63e                                 | 11 octobre 2014                     | Aviva Stadium, Dublin, république d'Irlande     | Gibraltar                           | V 7-0                               | Éliminatoires Euro 2016                 |                                     |
| 64e                                 | 11 octobre 2014                     | Aviva Stadium, Dublin, république d'Irlande     | Gibraltar                           | V 7-0                               | Éliminatoires Euro 2016                 |                                     |
| 65e                                 | 11 octobre 2014                     | Aviva Stadium, Dublin, république d'Irlande     | Gibraltar                           | V 7-0                               | Éliminatoires Euro 2016                 |                                     |
| 66e                                 | 4 septembre 2015                    | Estadio Algarve, Faro, Portugal                 | Gibraltar                           | V 4-0                               | Éliminatoires Euro 2016                 |                                     |
| 67e                                 | 4 septembre 2015                    | Estadio Algarve, Faro, Portugal                 | Gibraltar                           | V 4-0                               | Éliminatoires Euro 2016                 |                                     |
| 68e                                 | 31 août 2016                        | Aviva Stadium, Dublin, république d'Irlande     | Oman                                | V 4-0                               | Match amical                            |                                     |

### Distinctions personnelles
- Trophée du meilleur joueur de MLS en 2014.
- Joueur du mois du championnat d'Angleterre en août 1999, janvier 2001 et avril 2007.
- Membre du MLS Best XI en 2012, 2013 et 2014.
- Joueur du mois de Major League Soccer en juillet 2012.
- Meilleur buteur de la Nations Cup en 2011 (3 buts).
- FAI Young International Player of the Year (en) en 1998 et 1999.
- Troisième meilleur buteur des éliminatoires du Championnat d'Europe (23 buts)[18].

## Vie personnelle
Le 7 juin 2008, il épouse le mannequin irlandais Claudine Palmer avec qui il a un fils, Robert Ronan, né le 10 mai 2009.